# Guren
Guren — макси-сингл японской visual kei рок-группы the GazettE, выход которого состоялся 13 февраля 2008 года. В японском чарте Oricon дошёл до третьей строчки.
Сингл вышел в двух видах: Optical Impression (CD+DVD) и Auditory Impression (только CD).
Композиция Guren была использована как коммерческая песня для GemCerey. Так же песня вошла в 4 студийный альбом группы DIM.

## Список композиций

### Optical Impression
Диск первый
1. "Guren" (紅蓮)
2. "Kugutsu-e" (傀儡絵)

Диск второй (DVD)
1. "Guren" (紅蓮) (PV)

### Auditory Impression
1. "Guren" (紅蓮)
2. "Kugutsu-e" (傀儡絵)
3. "Kyomu no Owari Hakozume no Mokushi" (虚無の終わり 箱詰めの黙示)